# Polo museale di Sovana
Il polo museale di Sovana costituisce il centro di documentazione del territorio di Sovana, nella provincia di Grosseto.

## Storia
Il centro di documentazione venne inaugurato per la prima volta nel 1998 e allestito all'interno del Palazzo Pretorio come una delle tre porte d'accesso al Parco archeologico Città del Tufo, insieme al museo civico archeologico della Fortezza Orsini e al centro d'accoglienza dell'area archeologica di Sovana. In seguito, è stato realizzato un polo museale ampliando il centro di documentazione con la sezione archeologica allestita all'interno dell'antica chiesa di San Mamiliano: ormai da tempo ridotta a un rudere, la chiesa era stata utilizzata come pollaio dalla famiglia Busatti e nel 1955 vi era stato un tentativo di trasformarla in magazzino, non andato a buon fine; dopo alcuni lavori di consolidamento delle murature perimetrali nel 1986, il Comune acquisì la struttura in comodato d'uso nel 1999 dalla diocesi di Pitigliano-Sovana-Orbetello. Un'intensa operazione di restauro volta al recupero dell'antica chiesa fu intrapresa a partire dal 2004 da parte della Soprintendenza per i beni architettonici e per il paesaggio delle province di Grosseto e Siena, con progetto di allestimento museale a cura degli architetti Renzo Rappoli e Mario Rossi. La sezione museale della chiesa di San Mamiliano è stata inaugurata il 28 luglio 2012. Il polo museale è inserito all'interno della rete provinciale Musei di Maremma.

## Sale espositive
Il polo museale di Sovana è costituito in tutto da due sale espositive: la prima occupa l'interno della chiesa di San Mamiliano, la seconda la sala delle udienze al pianoterra del Palazzo Pretorio.

### Museo di San Mamiliano
Durante gli scavi per il restauro della chiesa di San Mamiliano sono stati rinvenuti, sotto il pavimento, resti di un cimitero rinascimentale, strutture di un antico edificio termale di epoca romana, ed un'olla in terracotta contenente il cosiddetto tesoretto di Sovana: i solidi, quattrocentonovantotto monete d'oro, databili al V secolo d.C., che costituiscono l'unica testimonianza archeologica riferibile all'età tardo-antica nel territorio sovanese. Studi sulla storia del sito ipotizzano che le monete sia state nascoste dai seguaci del vescovo di Palermo san Mamiliano, in fuga dall'avanzata dei Vandali, e che ricordi di questo favoloso tesoro (è stato stimato che il potere d'acquisto delle monete può essere paragonato a un milione di Euro attuali) siano confluiti nelle leggende del tesoro dell'Isola di Montecristo, dove esiste la grotta di San Mamiliano, leggende raccolte e rielaborate da Alexandre Dumas padre nel celebre romanzo del Conte di Montecristo. 
Le monete che compongono il tesoretto, delle quali centoventinove sono esposte all'interno del museo di San Mamiliano e il resto nel Museo archeologico nazionale di Firenze, coprono un periodo di tempo che va dall'inizio del V secolo, durante il regno di Onorio, agli ultimi decenni del secolo, durante il regno di Zenone. Sul diritto compare il busto dell'imperatore, mentre sul rovescio i tipi della Vittoria alata, oppure della personificazione di Costantinopoli in trono, oppure semplicemente uno o due imperatori in trono o in piedi. Segue l'elenco delle monete esposte suddivise per impero e per nome dell'imperatore (o imperatori) trascritti.
- Impero d'Occidente
  - Onorio: otto monete; zecche di Milano e Ravenna.
  - Valentiniano III: dodici monete; zecche di Costantinopoli, Milano, Ravenna e Roma.
  - Petronio: una moneta; zecca di Roma.
  - Maggioriano: due monete; zecche di Milano e Ravenna.
  - Libio Severo: dieci monete; zecche di Milano, Ravenna e Roma.
  - Antemio: diciassette monete; zecche di Milano, Ravenna e Roma.
  - Glicerio: una moneta; zecca di Milano.
  - Giulio Nepote: sei monete; zecche di Arelate, Milano, Ravenna e una non identificata di area germanica.
  - Romolo Augusto: otto monete; zecche di Arelate, Milano e Roma.

- Impero d'Oriente
  - Teodosio II: ventitré monete; zecche di Costantinopoli, Ravenna e Thessalonica.
  - Pulcheria: una moneta; zecca di Costantinopoli.
  - Marciano: undici monete; zecche di Costantinopoli e Thessalonica.
  - Leone I: dodici monete; zecche di Costantinopoli, Milano, Roma e Thessalonica.
  - Leone I e Leone II: una moneta; zecca di Costantinopoli.
  - Leone II e Zenone: due monete; zecca di Costantinopoli.
  - Basilisco: otto monete; zecche di Costantinopoli, Milano e Roma.
  - Basilisco e Marco: due monete; zecca di Costantinopoli.
  - Zenone: due monete; zecca di Costantinopoli.
  - Ariadne: una moneta; zecca di Costantinopoli.

Tra gli altri pezzi esposti nel museo di San Mamiliano sono compresi: ventisei reperti rinvenuti tra il 1996 e il 1997 nella tomba 4 di San Sebastiano, all'interno del secondo settore dell'area archeologica di Sovana, databili tra il II e il I secolo a.C. (ceramiche a vernice nera, a vernice rossa ed a pareti sottili); una collezione di sette vasi a pareti sottili, databili al I secolo a.C., recuperati da Francesco Merlini nel 1904; otto frammenti di terrecotte architettoniche rinvenute nel centro di Sovana e recuperate nel 1895 da Riccardo Mancinelli (III-II secolo a.C.); un insieme di curiose e misteriose statuette in argilla rappresentanti personaggi maschili e femminili – ma anche un bambino in fasce ed un bovino – ed ex voto poliviscerali, rinvenuti nel 1912 da Francesco Merlini nella via cava del Cavone; infine, i venti ex voto della collezione Ricci Busatti, rinvenuti nel 1950 in alcune tombe a camera del VII-VI secolo a.C. lungo il torrente Calesine. Sono inoltre esposti anche due cippi funerari in nenfro e un'ara in pietra basaltica, con tanto di epigrafi, risalenti all'età imperiale romana.

### Palazzo Pretorio
Al piano terra di Palazzo Pretorio, nella sala delle udienze, è allestito il centro informazioni del Parco archeologico Città del Tufo, con la ricostruzione del frontone del tempio della tomba Ildebranda. Nelle vetrine presenti sono esposti: il corredo simposiaco in bronzo rinvenuto nella piccola tomba adiacente all'Ildebranda, alcuni reperti provenienti dagli scavi effettuati nell'area di San Sebastiano e due statuette di piombo rinvenute in una tomba della necropoli sovanese nel 1908. Le statuette raffigurano due personaggi, Zertur e Velia, riconoscibili dall'iscrizione etrusca incisa sulla gamba, con le mani legate dietro la schiena, rituale magico piuttosto diffuso nell'antichità.